# Szecskay András
Szecskay András (Kecskemét, 1948. december 3. –) magyar jogász (ügyvéd).

## Életpályája
Egyetemi tanulmányait a szegedi egyetemen fejezte be 1973-ban summa cum laude minősítéssel. 1973 és 1975 között ügyvédjelölt volt. 1975-en tette le az ügyvédi vizsgát; azóta a Budapesti Ügyvédi Kamara tagja. 1975 és 1992 között az SBG&K Ügyvédi és Szabadalmi Iroda tagja volt.
1992-től a Szecskay Ügyvédi Iroda alapítója és vezető partnere.
1988-ban megválasztották a Budapesti Ügyvédi Kamara titkára; azóta különböző vezető tisztségeket töltött be A Budapesti Ügyvédi Kamaránál illetve a Magyar Ügyvédi Kamaránál.

## Társadalmi szerepvállalása
Számos bel- illetve külföldi szakmai szervezet tagja.

## Publikációi
Főleg a szellemi alkotások joga, valamint a gazdasági és a társasági jog problémáival foglalkozik publikációiban.

## Díjai, elismerései
- Eötvös Károly-díj (1999)
- Kiváló Ügyvéd (2003)
- Deák-díj
- Köztársasági Érdemrend Lovagkereszt (Polgári tagozat; 2008)
- Ügyvédségért Díj (2011)
- Jedlik Ányos-díj (2021) [2]